# Xerraire de Steere
El xerraire de Steere (Liocichla steerii) és un ocell de la família dels leiotríquids (Leiothrichidae).

## Hàbitat i distribució
Habita els boscos de les muntanyes a Taiwan.